# Церковь Архангела Михаила в Станиславле
Церковь Архангела (Архистратига) Михаила в Станиславле — приходской храм Ильинского благочиния Московской городской епархии. Находится в деревне Станиславль Новомосковского административного округа Москвы. Построен в 1696 году на подмосковных землях Чудова монастыря (ныне территория города Москвы). Возвращён Русской православной церкви в 1990 году.

## История
Храм был построен в 1696 году в стиле московского барокко. Для возможности проведения служб в зимнее время в 1821 году к храму пристроен придел. В 1874—1875 годах взамен старой, разобранной, происходило возведение новой трапезной большего размера.
После революции 1917 года храм (алтарь, барабан, колокольня, трапезная, служебные помещения, а также кладбище) был почти полностью разрушен.
К настоящему времени почти все постройки восстановлены. Богослужения возобновились в 1991 году.

## Духовенство
- Настоятель храма — протоиерей Николай Кондрашов[1]

## Примечание
1. ↑  Духовенство. stanislavl1696.ru. Дата обращения: 18 августа 2021. Архивировано 18 августа 2021 года.